# Cementiri de Bordils
El Cementiri de Bordils és una obra de Bordils (Gironès) inclosa a l'Inventari del Patrimoni Arquitectònic de Catalunya.

## Descripció
El conjunt del cementiri es desenvolupa en planta rectangular, amb la capella al fons com a final de l'eix que la comunica amb la porta d'accés principal. Els nínxols estan situats en la perifèria del recinte, de manera que serveixen també de paret de tanca que separa de l'exterior, i estan modulats formant unitats de quatre nínxols, un per cada planta, que queden rematats en la part superior per un petit frontó i una creu de pedra.
En la part central del cementiri hi ha quatre tombes prou remarcables. També és interessant la plantació d'arbres i la jardineria existent que, a més del recorregut perimetral, defineix dos eixos de circulació perpendiculars. El conjunt dels nínxols i la capella són arrebossades i pintats de blanc.